# 都立広尾病院事件

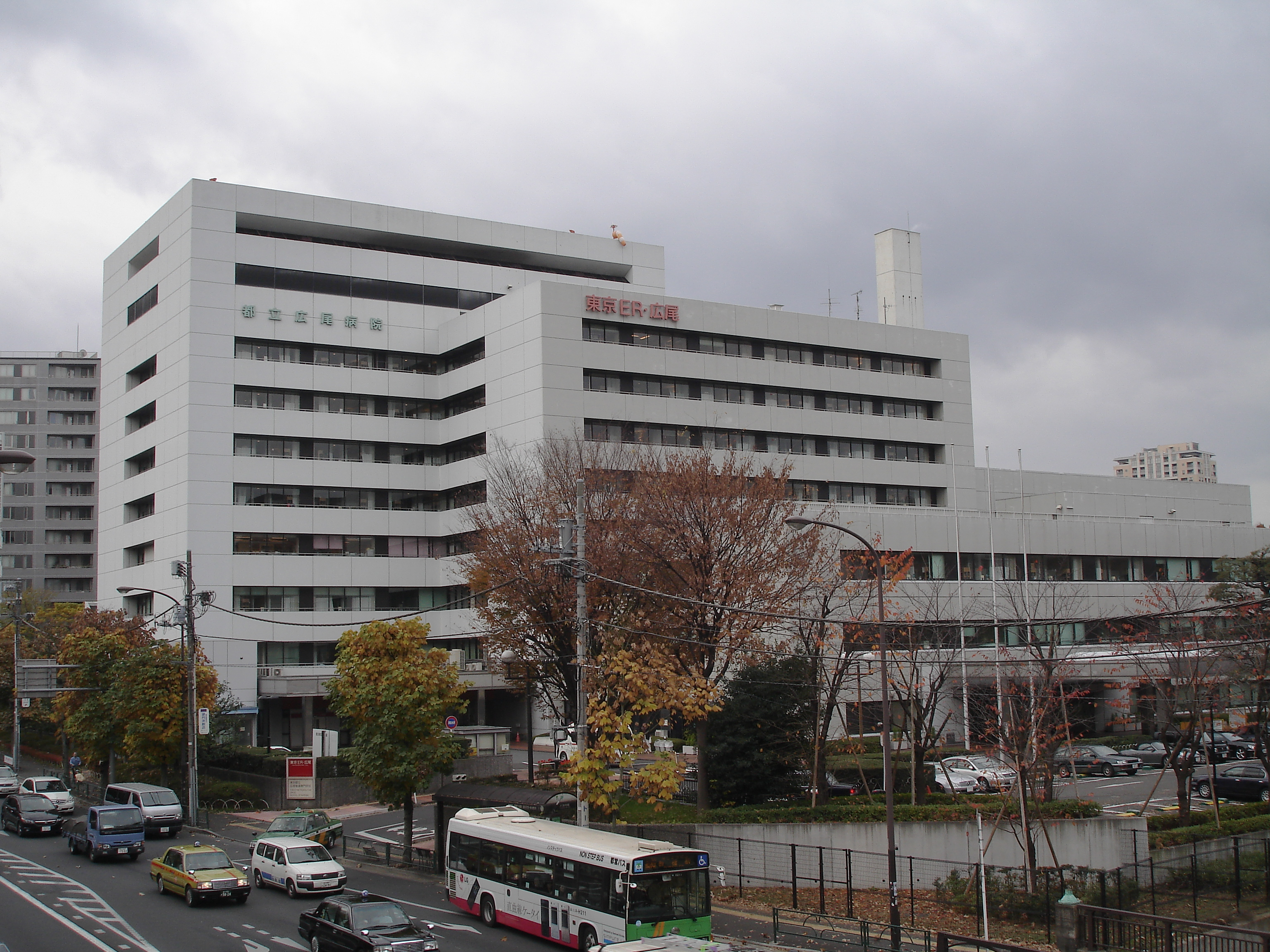
都立広尾病院

都立広尾病院事件（とりつひろおびょういんじけん）は、1999年（平成11年）2月11日に東京都立広尾病院で発生した医療事故事件。

## 概要
1999年2月11日、東京都立広尾病院で手術を終了した58歳女性が、抗生剤点滴を受け終わった後に、消毒液を血液凝固阻止剤と取り違えて点滴されたために「胸が苦しい。息苦しくなってきた。手もしびれてきた」と言葉を残しながら死亡する事件が発生した。
2月11日は休日であった。翌12日の昼に病院側から遺族に対し、消毒薬を誤って注入した可能性が高い、と伝えられた。
2月14日、通夜前に死亡患者の右手の静脈が異状になっているのを遺族が発見して、消毒薬が注入されたと察知（被害者の次男が医師であったことが早期の事態認識につながった）。遺族は病院責任者らに死亡原因を問うも、解剖結果など誤薬注入とは断定できないという回答を繰り返したため、遺族は不信感を募らせた。遺族は強い要求をしたため、2月22日に病院側はようやく事故を警察に届け出た。だが3月16日に報道され、病院側が記者会見した際に「非公表は遺族の意向だった」と虚偽の説明をするなど対応に誠意がなかったことが、遺族の不信感を増大させた。

## 訴訟
その後、刑事捜査が進み、2000年6月に病院関係者が起訴された。点滴ミスをした看護師2人が業務上過失致死罪で禁錮1年執行猶予3年と禁錮8か月執行猶予3年の有罪判決が確定し、それぞれ看護業務停止2か月と1か月となった。主治医は異状死体届出義務違反の略式起訴で罰金2万円となり、医業停止3か月となった。
虚偽有印公文書作成行使と医師法違反で起訴された院長は、「死体を検案して異状があると認めたときは24時間以内に警察署に届け出なければならない」とする医師法21条は日本国憲法第38条で規定された自己負罪拒否特権に反するとして無罪を主張したが、2004年4月に最高裁は医師法21条について「犯罪発見や被害拡大防止という公益が高い目的があり、また届出人と死体との関連の犯罪行為を構成する事項の供述までも強制されるわけではなく、捜査機関に対して自己の犯罪が発覚する端緒を与える可能性になり得るなどの一定の不利益を負う可能性は（人の生命を直接左右する診療行為を行う社会的責務を課する）医師免許に付随する合理的根拠のある負担として許容されるべき」から合憲として、懲役1年執行猶予3年と罰金2万円の有罪が確定した。
2000年9月、遺族は病院の隠蔽体質が真相究明の妨害になっていると考え、隠蔽をした個人及びシステムを問う為として、東京都と院長などの病院関係者に総額1億4500万の損害賠償を求めて民事訴訟を提訴（民事訴訟では誤投与した看護師は対象外であった）。2004年1月、東京地裁は東京都と元院長と主治医に対して、遺族に6030万円の支払いを命じる判決を言い渡して確定した。

## その他
- 死亡した被害者は看護師資格があり、看護学校で教えていたこともある。この事件の1ヶ月前に横浜市立大学病院患者取り違え事故が発覚した際には「基本ができていないから、こんな事故が起きる」と言っていた。
- 広尾病院ではこの事故を風化させないため、毎年2月に「医療事故防止総決起集会」を開いており、医療安全に対する決意と事故の犠牲者に対する追悼を全職員で行っている。

## 関連書籍
- 永井裕之「断罪された「医療事故隠し」」（あけび書房）